# لونغهاي
لونغهاي (بالصينية المبسطة: 龙海؛ بالصينية التقليدية: 龍海) هي مدينة من مدن الصين.

## المناخ
يظهر الجدول التالي التغييرات المناخية على مدار السنة للونغهاي:
| البيانات المناخية لـلونغهاي                      | البيانات المناخية لـلونغهاي | البيانات المناخية لـلونغهاي | البيانات المناخية لـلونغهاي | البيانات المناخية لـلونغهاي | البيانات المناخية لـلونغهاي | البيانات المناخية لـلونغهاي | البيانات المناخية لـلونغهاي | البيانات المناخية لـلونغهاي | البيانات المناخية لـلونغهاي | البيانات المناخية لـلونغهاي | البيانات المناخية لـلونغهاي | البيانات المناخية لـلونغهاي | البيانات المناخية لـلونغهاي |
| الشهر                                            | يناير                       | فبراير                      | مارس                        | أبريل                       | مايو                        | يونيو                       | يوليو                       | أغسطس                       | سبتمبر                      | أكتوبر                      | نوفمبر                      | ديسمبر                      | المعدل السنوي               |
| ------------------------------------------------ | --------------------------- | --------------------------- | --------------------------- | --------------------------- | --------------------------- | --------------------------- | --------------------------- | --------------------------- | --------------------------- | --------------------------- | --------------------------- | --------------------------- | --------------------------- |
| الدرجة القصوى °م (°ف)                            | 28.5 (83.3)                 | 28.7 (83.7)                 | 31.5 (88.7)                 | 33.5 (92.3)                 | 36.2 (97.2)                 | 36.5 (97.7)                 | 38.0 (100.4)                | 37.6 (99.7)                 | 35.8 (96.4)                 | 34.5 (94.1)                 | 32.8 (91.0)                 | 27.0 (80.6)                 | 38.0 (100.4)                |
| متوسط درجة الحرارة الكبرى °م (°ف)                | 17.7 (63.9)                 | 17.6 (63.7)                 | 19.8 (67.6)                 | 24.2 (75.6)                 | 27.8 (82.0)                 | 31.0 (87.8)                 | 33.4 (92.1)                 | 32.9 (91.2)                 | 30.9 (87.6)                 | 27.9 (82.2)                 | 24.3 (75.7)                 | 19.9 (67.8)                 | 25.6 (78.1)                 |
| المتوسط اليومي °م (°ف)                           | 13.4 (56.1)                 | 13.6 (56.5)                 | 15.8 (60.4)                 | 20.0 (68.0)                 | 23.9 (75.0)                 | 27.1 (80.8)                 | 28.9 (84.0)                 | 28.5 (83.3)                 | 26.8 (80.2)                 | 23.6 (74.5)                 | 19.8 (67.6)                 | 15.3 (59.5)                 | 21.4 (70.5)                 |
| متوسط درجة الحرارة الصغرى °م (°ف)                | 10.5 (50.9)                 | 11.0 (51.8)                 | 13.1 (55.6)                 | 17.2 (63.0)                 | 21.0 (69.8)                 | 24.2 (75.6)                 | 25.6 (78.1)                 | 25.5 (77.9)                 | 23.8 (74.8)                 | 20.4 (68.7)                 | 16.4 (61.5)                 | 12.0 (53.6)                 | 18.4 (65.1)                 |
| أدنى درجة حرارة °م (°ف)                          | 1.8 (35.2)                  | 0.7 (33.3)                  | 2.8 (37.0)                  | 8.0 (46.4)                  | 13.1 (55.6)                 | 16.1 (61.0)                 | 21.5 (70.7)                 | 19.7 (67.5)                 | 17.1 (62.8)                 | 11.7 (53.1)                 | 6.4 (43.5)                  | 0.7 (33.3)                  | 0.7 (33.3)                  |
| الهطول مم (إنش)                                  | 38.4 (1.51)                 | 86.0 (3.39)                 | 117.7 (4.63)                | 161.9 (6.37)                | 192.8 (7.59)                | 263.3 (10.37)               | 165.8 (6.53)                | 242.5 (9.55)                | 168.4 (6.63)                | 53.5 (2.11)                 | 31.9 (1.26)                 | 33.6 (1.32)                 | 1٬555٫8 (61.26)             |
| متوسط الرطوبة النسبية (%)                        | 76                          | 79                          | 81                          | 80                          | 82                          | 83                          | 79                          | 80                          | 78                          | 73                          | 73                          | 73                          | 78                          |
| المصدر: China Meteorological Data Service Center |                             |                             |                             |                             |                             |                             |                             |                             |                             |                             |                             |                             |                             |

## وصلات خارجية
- الموقع الرسمي